# 顺仪
顺仪是中國後宮嬪御等級之一，始見於中國隋朝。
隋炀帝置顺仪，为皇帝之妾九嫔之首，正二品。唐朝初年不置。唐玄宗开元年间，置顺仪为六仪之四，一人，正二品，管理教九御四德，率其所属以赞后礼。
北宋初年也不置顺仪，宋真宗大中祥符六年（1013年）置为内命妇之一，在淑容之下、顺容之上，从一品。金宣宗贞祐之后再置，在丽人、才人之下，淑华、淑仪之上，正四品。